# 米爾鎮區 (阿肯色州巴克斯特縣)
米爾鎮區（英語：Mill Township）是位於美國阿肯色州巴克斯特縣的一個行政鎮區。

## 地方資料
米爾鎮區的面積為132.50平方千米，當中陸地面積為109.11平方千米，而水域面積為23.39平方千米。根據2010年美國人口普查的數據，當地共有人口2478人，而人口密度為每平方千米18.7人。